# Marie de Bourbon (1428-1448)
Pour les articles homonymes, voir Marie de Bourbon.
Marie de Bourbon (1428 - 7 juillet 1448) est une aristocrate française. Elle est la fille aînée de Charles Ier de Bourbon et d'Agnès de Bourgogne, et l'épouse de Jean II de Lorraine, alors duc de Calabre et qui ne deviendra duc de Lorraine qu'après la mort de Marie. Elle est donc titrée duchesse de Calabre.

## Biographie
Le contrat de mariage est signé en avril 1437, cependant, la cérémonie a lieu vers 1444 quand Marie est plus âgée et en mesure de consommer le mariage. 
Le couple a cinq enfants :
- Isabelle de Lorraine (1445-1445)
- Jean de Lorraine (1445-1471),
- René de Lorraine (1446-1446)
- Marie de Lorraine (1447-1447)
- Nicolas de Lorraine (1448-1473) [2]

Marie meurt en couches le 7 juillet 1448 et est inhumée en la collégiale Saint-Georges de Nancy.